# Список умерших в 1245 году
В этой статье представлен список известных людей, умерших в 1245 году.
См. также: Категория:Умершие в 1245 году

## Январь
- 27 января — Ральф де Мэйдстоун[англ.] — епископ Херефорда (1234—1239).
- 28 января — Джованни Колонна (младший), кардинал-священник Санта-Прасседе (1212—1244).

## Февраль
- 8 февраля — Жан де ла Рошель[англ.] — французский философ и теолог.
- 15 февраля — Болдуин де Редверс, 6-й граф Девон — граф Девон (1217—1245).
- 18 февраля — Альбрехт II, граф Веймара и Орламюнде (с 1206) (совместно с братом Германом II), граф Гольштейна, Рацебурга, Лауэнбурга, Штормана и Вагрии (1202—1227).

## Март
- 22 марта — Роже д’Арманьяк-Фезансаге — виконт де Фезансаге (1215—1245)

## Май
- 8 мая — Беатриса д'Эсте — королева-консорт Венгрии (1234—1235), жена Андраша II.
- 14 мая — Алиса д’Э, графиня Э (с 1191), леди Гастингс; последняя правительница графства Э из Нормандской династии.

## Июнь
- 10 июня:
  - Ала ад-дин Масуд-шах, султан Дели (с 1242);
  - Лопе де Фитеро[исп.] — первый епископ Кордовы после её освобождения во время Реконкисты (1239—1245)
- 25 июня — Конрад V фон Эберштейн[нем.] — князь-епископ Шпейера (1237—1245).

## Июль
- Уильям де Перси, английский аристократ, 6-й феодальный барон Перси из Топклифа (с 1244).

## Август
- 17 августа — Фильний, венгерский барон и полководец.
- 19 августа — Раймунд Беренгер IV — граф Прованса (1209—1245), граф Форкалькье (1222—1245)

## Сентябрь
- 12 сентября — Арно де Галард[фр.] — епископ Ажена (1235—1245).

## Октябрь
- 18 октября — Ибн Йа’иш, арабский филолог и грамматист.

## Ноябрь
- 24 ноября — Уолтер Маршал, 5-й граф Пембрук — граф Пембрук (1242—1245), граф-маршал (1242—1245)

## Декабрь
- 4 декабря
  - Поппо фон Андекс[нем.] — епископ Бамберга (1242—1245)
  - Христиан Прусский[англ.] — первый епископ Пруссии
- 23 декабря — Ансельм Маршал, 6-й граф Пембрук — граф Пембрук (1245), граф-маршал (1245)

## Дата неизвестна или требует уточнения
- Александр Гэльский — английский схоласт-францисканец, основатель францисканской школы при Парижском университете.
- Андрей Мстиславич — русский князь из ветви Ольговичей, убит монголами.
- Аль-Фатх аль-Бундари, историк, писавший на арабском языке.
- Герард Мекатти, Вилламаньский — святой римско-католической церкви[1].
- Гилберт II де Умфравиль, англо-шотландский дворянин, феодальный барон Прадо и Ридсдейла (с 1226), граф Ангус (по праву жены) (с 1243).
- Гильом ле Виньер[англ.] — французский трувер.
- Джаядева, индийский поэт и яркий представитель вайшнавской традиции.
- Джильберт Моравский[англ.] — епископ Кейтнесса 1222/1224—1245, основатель Дорнохского кафедрального собора, святой римско-католической церкви[2].
- Дитер IV[нем.] — граф Катценельнбоген (1229—1245)
- Гоффредо да Трани — кардинал-дьякон Сант-Адриано, специалист по каноническому праву (1244—1245).
- Ибн аль-Салах[англ.] — мусульманский теолог
- Отто фон Ботенлаубен — немецкий средневековый поэт периода позднего миннезанга, Рыцарь, участник крестовых походов, основатель монастырей. Дата смерти предположительна.
- Пьер Амьел[нем.] — архиепископ Нарбонны (1226—1245)
- Русудан — царица Грузии (1223—1245), последний средневековый правитель единой Грузии